# Lourençã
Lourençã, Lourenzá(em galego e oficialmente) ou Lorenzana (em castelhano) é um município da Galiza na província de Lugo, comunidade autónoma da Galiza, de área 62,4 km² com população de 2 129 habitantes (2021; densidade: 34,1 hab./km²).

## Demografia
| Variação demográfica do município entre 1991 e 2007[carece de fontes?] | Variação demográfica do município entre 1991 e 2007[carece de fontes?] | Variação demográfica do município entre 1991 e 2007[carece de fontes?] | Variação demográfica do município entre 1991 e 2007[carece de fontes?] | Variação demográfica do município entre 1991 e 2007[carece de fontes?] |
| ---------------------------------------------------------------------- | ---------------------------------------------------------------------- | ---------------------------------------------------------------------- | ---------------------------------------------------------------------- | ---------------------------------------------------------------------- |
| 1991                                                                   | 1996                                                                   | 2001                                                                   | 2004                                                                   | 2007                                                                   |
| 3148                                                                   | 2980                                                                   | 2776                                                                   | 2700                                                                   | 2620                                                                   |